# 노랑머리
"노랑머리"는 김유민 감독, 김기연, 김형철, 이재은 출연의 대한민국의 드라마 영화이다. 1999년 6월 26일 대한민국에서 처음 개봉되었다. 노랑머리는 혼음 등 성문제를 다루고 있으며 역겹고 시시하다는 평가와 참신하다는 긍정적 평가를 둘 다 받았다.

## 출연
- 김기연
- 김형철
- 이재은

## 수상
- 1999년 제20회 청룡영화상: 신인여우상 (이재은)
- 2000년 제37회 대종상 영화제: 신인여우상 (이재은)[2]